# Chi Lan tục đoạn
Chi Lan tục đoạn (danh pháp khoa học: Pholidota) là một chi thực vật có hoa thuộc phân tông Coelogyninae của họ Lan (Orchidaceae). Các loài thuộc chi này nói chung là lan biểu sinh hoặc thạch sinh mọc thành bụi với các giả thân hành, với mỗi giả thân hành có 1-2 lá to có cuống, bóng như da và một lượng lớn các hoa nhỏ màu trắng, kem, hơi vàng hay hơi hồng sắp xếp thành 2 hàng dọc theo trục hoa mỏng hình chỉ, mọc ra từ đỉnh giả thân hành. Mỗi hoa có một lá bắc lớn giống như giấy ở gốc. Các hoa với một lá đài lõm ở lưng và các cánh hoa nhỏ. Cánh môi gắn chặt vào đáy trụ nhụy và có một cấu trúc giống như túi nằm sâu tại đáy của nó.
Có khoảng 40 loài là bản địa khu vực nhiệt đới và cận nhiệt đới châu Á và tây nam Thái Bình Dương.

## Phân loại và tên gọi
Chi Pholidota được John Lindley mô tả chính thức năm 1825 trong sách Exotic Flora, Containing Figures and Descriptions of New, Rare or Otherwise Interesting Exotic Plants của William Jackson Hooker. Tên gọi Pholidota có nguồn gốc từ tiếng Hy Lạp cổ pholidotos nghĩa là "che phủ bằng vảy", để nhắc tới các lá bắc lớn ở gốc hoa của một số loài.

### Các loài
Dưới đây là các loài Pholidota được World Checklist of Selected Plant Families công nhận vào tháng 1 năm 2019:
- Pholidota advena (C.S.P.Parish & Rchb.f.) Hook.f. - Myanmar
- Pholidota aidiolepis Seidenf. & de Vogel - Thái Lan.
- Pholidota articulata Lindl.: Tục đoạn khế, lan tục đoạn đốt, thạch tiên đào thân đốt, tục đoạn hường. Phân bố: Quý Châu, Tứ Xuyên, Tây Tạng, Vân Nam, Assam, Bhutan, Campuchia, Ấn Độ, Indonesia, Lào, Malaysia, Myanmar, Nepal, Thái Lan, Việt Nam.
- Pholidota camelostalix Rchb.f. - Sumatra, Java, Bali, Lombok, Timor, Flores.
  - Pholidota camelostalix var. camelostalix
  - Pholidota camelostalix var. vaginata (Carr) de Vogel
- Pholidota cantonensis Rolfe - Phúc Kiến, Quảng Đông, Quảng Tây, Hồ Nam, Giang Tây, Đài Loan, Chiết Giang.
- Pholidota carnea (Blume) Lindl. - Thái Lan, Malaysia, Indonesia, Philippines, New Guinea, quần đảo Bismarcks.
  - Pholidota carnea var. carnea
  - Pholidota carnea var. parviflora (Hook.f.) de Vogel
  - Pholidota carnea var. pumila (Ridl.) de Vogel
- Pholidota chinensis Lindl.: Thạch tiên đào, tục đoạn Trung Quốc, tục đoạn nam. Phân bố: Phúc Kiến, Quảng Đông, Quảng Tây, Quý Châu, Hải Nam, Tây Tạng, Vân Nam, Chiết Giang, Myanmar, Việt Nam.
- Pholidota clemensii Ames - Borneo
- Pholidota convallariae (C.S.P.Parish & Rchb.f.) Hook.f.: Tục đoạn tóc tiên, thạch tiên đào Ấn Độ. Phân bố: Vân Nam, Assam, Bhutan, Myanmar, Thái Lan, Việt Nam, Java, Sumatra.
- Pholidota corniculata Pfitzer & Kraenzl. in H.G.A.Engler - Assam
- Pholidota cyclopetala Kraenzl. in H.G.A.Engler - Sumatra
- Pholidota gibbosa (Blume) Lindl. ex de Vriese - Quần đảo Solomon và phần lớn Indonesia.
- Pholidota globosa (Blume) Lindl. - Sumatra, Java, Bali.
- Pholidota guibertiae Finet: Tục đoạn xanh, tục đoạn Guibert. Phân bố: Việt Nam.
- Pholidota imbricata Lindl. in W.J.Hooker: Đuôi phượng, tục đoạn kết lợp. Phân bố: Phổ biến rộng từ Tây Tạng tới Queensland và New Caledonia.
- Pholidota katakiana Phukan - Arunachal Pradesh
- Pholidota leveilleana Schltr.: Tục đoạn Leveillé. Phân bố: Việt Nam, Quảng Tây, Quý Châu, Vân Nam.
- Pholidota longibulba Holttum - Malaysia bán đảo.
- Pholidota longilabra de Vogel - Sumatra.
- Pholidota longipes S.C.Chen & Z.H.Tsi - Vân Nam.
- Pholidota mediocris de Vogel - Borneo.
- Pholidota missionariorum Gagnep. - Bhutan, đông Ấn Độ, Myanmar, Việt Nam.
- Pholidota nervosa (Blume) Rchb.f. - Sumatra, Java.
- Pholidota niana Y.T.Liu, R.Li & C.L.Long - Vân Nam.
- Pholidota pachyglossa Aver. - Việt Nam.
- Pholidota pallida Lindl.: Đuôi phượng, tục đoạn bẹ. Phân bố: Vân Nam, Bhutan, Assam, Ấn Độ, Lào, Myanmar, Nepal, Thái Lan, Việt Nam, Campuchia.
- Pholidota pectinata Ames - Borneo.
- Pholidota pholas Rchb.f. in W.G.Walpers - Đông nam Trung Quốc.
- Pholidota protracta Hook.f. - Vân Nam, Nepal, Assam, Bhutan, Myanmar.
- Pholidota pygmaea H.J.Chowdhery & G.D.Pal - Arunachal Pradesh.
- Pholidota pyrranthela Gagnep.: Tục đoạn đỏ. Phân bố: Việt Nam.
- Pholidota recurva Lindl.: Tục đoạn cong, tục đoạn hoa thơm, đuôi phượng cong. Phân bố: Vân Nam, Bhutan, Assam, Ấn Độ, Myanmar, Nepal, Thái Lan, Việt Nam.
- Pholidota roseans Schltr.: Tục đoạn hồng. Phân bố: Quý Châu, Việt Nam.
- Pholidota rubra Lindl.: Tục đoạn đỏ. Phân bố: Sikkim, Bhutan, Assam, Việt Nam.
- Pholidota schweinfurthiana L.O.Williams - Borneo.
- Pholidota sigmatochilus J.J.Sm. - Sabah.
- Pholidota sulcata J.J.Sm. - Borneo.
- Pholidota ventricosa (Blume) Rchb.f.: Tục đoạn phồng. Phân bố: Việt Nam, Malaysia, Indonesia, Philippines, New Guinea.
- Pholidota wattii King & Pantl. - Assam.
- Pholidota yongii J.J.Wood - Borneo.
- Pholidota yunnanensis Rolfe: Tục đoạn Vân Nam, thạch tiên đào Vân Nam, lan thài lài. Phân bố: Việt Nam, Quảng Tây, Quý Châu, Hồ Bắc, Hồ Nam, Tứ Xuyên, Vân Nam.